# Kukrinyikszi

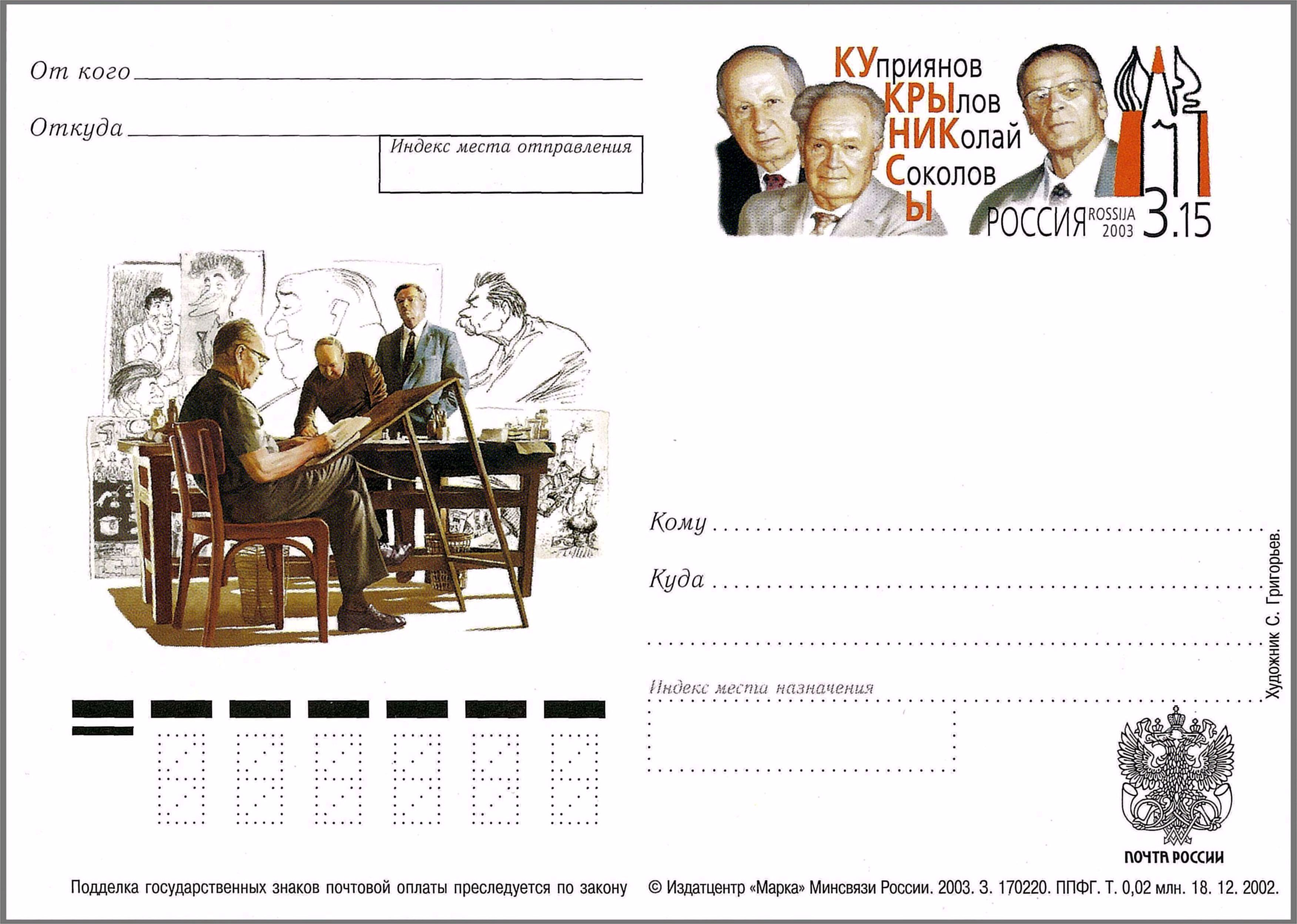
Postai képeslap 2003-ból

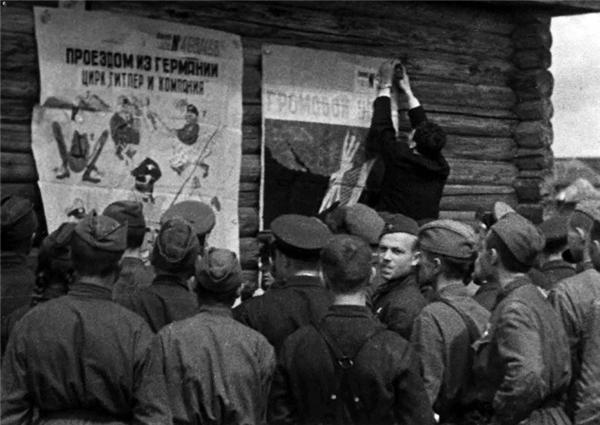
Fénykép a frontról

A Kukrinyikszi (Кукрыниксы) három szovjet képzőművész, Mihail Kuprijanov (1903–1991), Porfirij Krilov (1902–1990) és Nyikolaj Szokolov (1903–2000) nevéből alkotott betűszó. A három grafikus közösen alkotott – főleg plakátokat és karikatúrákat – a sztálini Szovjetunió hazug és felszínes, ám hatásos antikapitalista, antimilitarista propagandájának szolgálatában, a szocialista realizmus elveinek megfelelően.
1924-től dolgoztak közösen. Először irodalmi hősöket ábrázoltak, majd a Pravda és a Krokogyil munkatársaiként karikatúrákat készítettek.
A szovjet propagandagépezetbe munkásságuk hibátlanul beleillett. A második világháború után létrejött keleti blokkban rendezett kiállításokkal a Kukrinyikszit minden országban ismertté tették.
Kaján Tibor mesélte el Moldova Györgynek, hogy amikor „Kukrinyiksziék” Budapesten jártak, felkeresték őt is, és megajándékozták portrékarikatúráiknak egy kötetével.
Szegény Ernst Lajosnak lehettek rossz álmai a föld alatt, amikor a róla elnevezett kiállítóterembe beköltözött a Kukrinyikszi. A Szovjetunióban meghaladták a képzőművészeti individualizmust, túljutottak azon, hogy egy festő a műtermében csak úgy önkényesen kigondol valamit, s a párt és a munkásosztály jóváhagyása nélkül festéket és anyagot pazarol rá a közvagyonból. Átléptek a kollektív festészet korszakába. Összeállt három szovjet művész: Kuprianov, Krilov és Szokolov, és ettől kezdve kollektív festményeket és karikatúrákat hoztak létre. Ötszörös Sztálin-díjasok voltak!